# عملية احتراق الكربون
عملية احتراق الكربون في علم الفلك (بالإنجليزية: Carbon-burning process)‏ هو تفاعل اندماج نووي يحدث في نجوم تكون كتلتها أكبر 4 مرات من كتلة الشمس أو أكثر؛ ينتج من تلك التفاعلات طاقة تجعل النجم ساطعا مضيئا. ويبدأ اندماج الكربون في النجم بعدما يكون اندماج العناصر الأخف من الكربون قد شارف على الانتهاء. يجب ملاحظة ان تعبير احتراق الكربون إنما هو تعبير تاريخي خاطيء أو لا يعبر عن الحقيقة بدقة، فهو اندماج أنوية الكربون خلال تفاعلات نووية وليس احتراق بالمعنى الكيميائي. يحتاج اندماج الكربون إلى درجة حرارة أعلى من اندماج الهيدروجين في النجم، ويبدأ تفاعله بالفعل عندما تعلو درجة حرارة النجم إلى الدرجة التي تسمح باندماج الكربون . ويحافظ اندماج الكربون على ارتفاع درجة حرارة النجم ؛ بالتالي يحتفظ النجم بشكله الكروي حيث تعادل قوى الضعط الداخلي للنجم قوة الجاذبية التي تحاول انهيار مكونات النجم على نفسها. تلك القوتان تكونان في حالة توازن خلال عمر النجم . وطالما وجد وقود في النجم للاندماج تنشأ من اندماجه حرارة وضغط تعادل قوة الجاذبية، ويشع النجم طاقته في هيئة ضوء وحرارة، لهذا نجد النجم لامعا مضيئا.
لكي يبدأ اندماج الكربون لابد من أن تكون درجة حرارة باطن النجم قد وصلت إلى نحو 6·108 كلفن أو أكثر و كثافتها أعلى من 2·108 كيلوجرام/متر³ . وتكون كفاءة إنتاج الطاقة متناسبة مع درجة الحرارة مرفوعة للأس 27 ؛ بمعنى أن زيادة قدرها 5% لدرجة حرارة باطن النجم تزيد من إنتاج الطاقة في النجم بمقدار 373 % [1].

## التفاعل الأول
إمكانية الاندماج النووي الأول تتشكل في اندماج الكربون-12 , 12C مع الهيليوم 4He .
| 12C + 4He | ← 16O + γ |

ينتج الأكسجين من اندماج الكربون والهيليوم، كما تنطلق طاقة في هيئة أشعة جاما γ. تتصادم اشعة جاما مع بلازما النجم وتتحول إلى حرارة وضوء.
في الشمس يستغرق اصتدامات أشعة جاما مع بلازما الشمس من الباطن حتى الظهور على السطح في هيئة أشعة ضوئية نحو مليون سنة.

## التفاعل الثاني
التفاعل الثاني أو بمعنى اًصح الاندماج الثاني هو اندماج نوات كربون بنواة كربون أخرى 12C. وهي سلسلة تفاعلات تنتج من خلال كل مرحلة منها إما نواتين آخرتين أو نواة أكبر لعنصر آخر:
| 12كربون + 12C | ← 24مغنسيوم + γ    |             |
| 12C + 12C     | ← 23Mg + نيوترون   | (endotherm) |
| 12C + 12C     | ← 23صوديوم + 1H    |             |
| 12C + 12C     | ← 20نيون + 4هيليوم |             |
| 12C + 12C     | ← 16O + 2 4He      | (endotherm) |

في التفاعلين الموصوفان بأنهما «ماصين للحرارة» endotherm ، فهما يحتاجان لامتصاص حرارة أكبر من الحرارة الناتجة عن التفاعل، أي فهي تفاعلات لا تمد النجم بالطاقة وانما تستهلك جزءا من طاقته.[2]
التفاعل الثاني الذي يتكون خلاله المغنسيوم 23Mg و 1 نيوترون يمثل تفاعلا يحدث قليلا في تطور النجم، حيث ينطلق منه نيوترونات.

## سير التفاعلات
يبدأ اندماج الكربون عندما يوشك اندماج الهيليوم على الانتهاء. خلال اندماج الهيليوم يتولد الكربون في النجم وكذلك الأكسجين . ونظرا لقلة الطاقة الناتجة من قرب انتهاء الهيليوم يبدأ النجم في الانكماش تحت قوة الجاذبية ؛ وهذا يعمل على رفع درجة حرارة النجم وكثافته، إلى الحدود التي تسمح ببدء اندماج أنوية الكربون.
وينشأ في باطن النجم ضغط الإشعاع الذي يعادل انكماش قلب النجم . ونظرا لخفة الهيليوم فهو يطفو على سطح النجم في طبقة غلافية التي تتيح له حرارتها في الاندماج ؛ ويسمى ذلك «احتراق طبقي» . ونظرا لارتفاع درجة حرارة النجم ارتفاعا كبيرا فينتج عن ذلك أن يتمدد النجم ويصبح عملاقا أحمرا.
خلال اندماج الكربون يزداد نسبة نواتج الاندماج في قلب النجم من مغنسيوم ونيون وبعد عدة آلاف من السنين يبدأ الكربون في الاستهلاك . وبالتالي تقل درجة الحرارة ويبدأ النجم في الانكماش من جديد حيث تغلب قوة الجاذبية. ويعمل هذا الانكماش على رفع درجة حرارة باطن النجم فيبدأ اندماج النيون . وتتكون حول النجم طبقات، طبقة يحدث فيها اندماج الكربون وطبقة يحدث فيها اندماج الهيليوم وطبقة خارجية يحدث فيها اندماج الهيدروجين (أنظر اندماج الهيدروجين).
وبعد انتهاء عملية احتراق النيون يصبح نجما تبلغ كتلة بين 4 و 8 كتلة شمسية غير مستقرا، بسبب عدم وجود كتلة تستطيع رفع درجة حرارته عن طريق الانكماش إلى درجة حرارة احتراق الأكسجين. كما يا يقوى ضغط الإشعاع على مقاومة قوة الجاذبية ؛ عندئذ تنهار نواة النجم على نفسها، وتتجمع في وسط النجم. وطبقا لمبدأ استبعاد باولي لا يصح اجتماع إلكترونين في حالة كمومية واحدة . فتبدأ إلكترونات تطفو على أعلى في مستويات طاقة علوية. وينشأ عن ذلك ضغط يسمى ضغط تحلل المادة يحاول مقاومة الانهيار . ولكن بخلاف الحال في حالة نجم ذو كتلة تعادل نحو 3 كتلة حيث يكفي ضعط تحلل المادة لموازنة قوة الجاذبية، يكون ضغط الغنتآرتونغ الذي يحدث في نجم تبلغ كتلته بين 4 إلى 8 كتلة شمسية شمسية غير كافيا لمعادلة قوة الجاذبية . عندئذ يحدث للبروتونات عملية اضمحلال بيتا عكسيا، وتتحول البروتونات إلى نيوترونات. فينخفض ضغط تحلل المادة فجأة ويتسارع تحول البروتونات إلى نيوترونات ؛ يحدث ذلك خلال ثوان في قلب النجم مما يسبب انطلاق طاقة بالغة وانفجارا عضيما والنتيجة هي انفجار في صورة مستعر أعظم . ولا يبقى من النجم سوي نواة شديدة الكثافة، يبلغ قطرها 10 كيلومتر، مكونة عن آخرها من نيوترونات ؛ هذا هو نجم نيوتروني.
في حالة نجم ذو كتلة أكبر من 8 كتلة شمسية، مثل هذا النجم يكون في استطاعته مواصلة اندماج النيون التي تتكون خلالها العناصر حتى الحديد.

## اقرأ أيضا
- مادة متحللة (فيزياء)
- عملية احتراق السيليكون
- عملية احتراق الأكسجين
- عملية احتراق النيون
- تخليق العناصر